# François Saillant
François Saillant est un militant communautaire, un militant politique et un auteur québécois. De 1979 à 2016, il est le coordonnateur et principal porte-parole du Front d'action populaire en réaménagement urbain (FRAPRU), un regroupement national de défense et de promotion du droit au logement composé de 160 groupes de tous les coins du Québec.
À ce titre, il participe à de multiples batailles pour la mise en œuvre, le respect et la protection du droit au logement, et plus particulièrement en faveur du logement social. Ainsi, il est actif dans la lutte contre le désengagement fédéral du financement du logement social au début des années 1990, puis la lutte pour la création du programme québécois, AccèsLogis, et plus récemment contre la fin des subventions aux logements sociaux existants.  
Son implication au FRAPRU lui permet également d’être partie prenante de nombreuses autres luttes urbaines et sociales. Il s'engage, à titre personnel, dans la solidarité avec les revendications et les luttes des peuples autochtones. Il est candidat de Québec solidaire dans la circonscription de Rosemont en 2007, 2008 et 2012. Il est l'auteur des livres La Régie du logement après 25 ans : un chien de garde efficace ? (2006, Groupe d'études et d'action urbaines), Le Radical de Velours (2012, M Éditeur), Lutter pour un toit (2018, Écosociété), Brève histoire de la gauche politique au Québec (2020, Écosociété) et Dans la rue. Une histoire du FRAPRU et des luttes pour le logement au Québec (2024, Écosociété).

## Biographie
De 1969 à 1973, il est membre du Parti québécois. De 1977 à 1982, il est militant du groupe marxiste-léniniste En lutte!. Pendant les années 1980, il participe à Révoltes, une revue de gauche radicale. Pendant les années 1990, il se consacre au FRAPRU et, après la résistance mohawk de l'été 1990 à Kanehsatake et à Kahnawake, à la cause autochtone. 
En 1996, avec Françoise David, il se retire du Sommet sur l’économie et l’emploi pour protester contre le refus du gouvernement du Québec de rendre la politique de « déficit zéro » conditionnelle à l'éradication de la pauvreté. 
En 2003, il prend part au comité initiateur du mouvement politique D'abord solidaire et devient en 2004 fondateur et porte-parole, toujours avec Françoise David, du mouvement Option citoyenne, ancêtre du parti Québec solidaire dont il devient membre de son comité de coordination à sa naissance en 2006. Il demeurera membre de cette instance où il occupera différents postes jusqu'en mai 2015.
En 2002, il reçoit le prix Droits et libertés de la Commission des droits de la personne et des droits de la jeunesse du Québec. En 1998, 2006 et 2016, il agit comme délégué des groupes sociaux québécois actifs devant le Comité sur les droits économiques, sociaux et culturels de l'Organisation des Nations unies, à Genève.
En 2016, il reçoit le prix Leadership de l'ACHRU pour son leadership en amélioration des logements au Canada.
En 2017, l'Association des groupes de ressources techniques du Québec (AGRTQ) lui attribue son prix Régis-Laurin Hommage, conjointement avec l'architecte Phyllis Lambert.  
En 2019, la Caisse d'économie solidaire Desjardins et le Front d'action populaire en réaménagement urbain (FRAPRU) crée le prix François Saillant, doté d'une bourse de 5 000 $, pour encourager à chaque année une initiative communautaire en habitation. 
En 2020, il mène une mission d'observation pour la Ligue des droits et libertés sur la situation du logement à Gatineau et ses impacts sur les droits humains. Le rapport est publié en février 2021.